# Benone (cardinale)
Benone, noto anche come Beno o Benno o Bennone (?, ... – ...; fl. XI secolo), è stato un cardinale tedesco filo-imperiale cattolico e sacerdote dei Santi Silvestro e Martino ai Monti della seconda metà dell'XI secolo.

## Biografia
Fu uno dei vescovi che abbandonarono papa Gregorio VII (Ildebrando) nel 1084 e consacrarono a Roma l' antipapa Clemente III, scelto dall'imperatore Enrico IV.
Non si sa nulla della sua data o del suo luogo di nascita, ma fin dai tempi di Onofrio Panvinio nel XVI secolo è stato considerato tedesco. Potrebbe essere della Lorena. Nei suoi scritti elogia il duca Goffredo III della Bassa Lorena e, secondo Alfonso Chacón, anch'egli autore del XVI secolo, papa Stefano IX, fratello di Goffredo, lo nominò cardinale di Santa Sabina. 
In realtà, tutto ciò che si sa con certezza è che fu cardinale prete della chiesa dei Santi Silvestro e Martino ai Monti prima del pontificato di Gregorio VII: da una sua sottoscrizione  si può ricavare che nel 1082 era cardinale con il titolo di Equizio. Infatti il 4 maggio 1082, Benone partecipò a una riunione di cardinali che stabilì l'illegittimità dell'uso dei beni ecclesiastici nella lotta contro l'antipapa, dichiarando che "sacras res ecclesiarum nullatenus in militia saeculari expendendas" , in quanto devono essere riservate alle opere di carità. Poiché all'inizio di quell'anno papa Gregorio aveva usato i beni della chiesa di Canossa contro l'antipapa, la posizione del cardinale deve essere considerata un diretto rimprovero al pontefice. La maggior parte di questi cardinali, incluso Benone, abbandonò il papa nei due anni successivi. Nel 1084, quando l'imperatore venne a Roma per intronizzare come papa Clemente III in Laterano, tredici cardinali, tutti diaconi o sacerdoti, concordarono di dichiarare Gregorio VII deposto e confermare l'elezione di Clemente. Il 4 novembre, Benone e altri undici cardinali (tra cui due vescovi  consacrati da Clemente) approvarono la concessione da parte del nuovo papa di un privilegio alla chiesa di San Marcello al Corso.
Benone era probabilmente morto prima del 18 ottobre 1099, quando non firmò una bolla emessa dall'anti- papa Clemente a favore di Romano, cardinale prete di San Marco, e firmata da quasi tutto il collegio dei cardinali fedeli all'antipapa. La sua chiesa fu poi trovata nelle mani di Benedetto, un cardinale fedele a Urbano.

## Opere
Prima del XIX secolo, le Gesta Romanae ecclesiae contra Hildebrandum ("Atti della Chiesa romana contro Ildebrando"), un resoconto delle presunte malefatte di Gregorio VII, furono stampate con il nome improprio di Vita et gesta Hildebrandi ("Vita e azioni di Ildebrand"). L' editio princeps fu pubblicata a Colonia (1532?) o a Basilea (1530-34?), certamente prima che una seconda edizione apparisse a Colonia nel Fasciculus rerum expetendarum et fugiendarum di Ortwinus Gratius nel 1535. Gesta Romanae è  di in realtà il titolo, trovato nel manoscritto, delle prime due lettere di una raccolta che comprende  anche otto scritte dai cardinali antigregoriani. Questo documento ha il titolo collettivo Benonis aliorumque cardinalium scripta ("Scritti di Benone e degli altri cardinali"). La terza lettera, Contra decreta Hildebrandi ("Contro i decreti di Ildebrando"), fu scritta dal copista. Le due lettere di Benone sono indirizzate, rispettivamente, alla "reverendissima madre della santa romana chiesa" e ai "venerabili padri della chiesa romana", cioè ai cardinali. Nella prima lettera, Benone afferma che al momento della stesura era arciprete (cardinalium archipresbyter), il capo dei cardinali presbiteri, e che Giovanni di Santa Maria in Domnica era allora arcidiacono, capo dei cardinali diaconi. Ciò colloca la stesura della lettera ad un momento successivo al novembre 1084, quando Leone di San Lorenzo in Damaso era arciprete e Teodino arcidiacono. Nella seconda lettera, Benone fa esplicito riferimento al pontificato di Urbano II (1088-1099), che soprannomina "Turbano". Il trattato anti-Urbanista, De Albino et Rufino, fu attribuito a Benone sulla base di esigue prove da Julius von Pflugk-Harttung nel XIX secolo.